# Pero dorsipunctata
Pero dorsipunctata är en fjärilsart som beskrevs av W. Warren 1900. Pero dorsipunctata ingår i släktet Pero och familjen mätare. Inga underarter finns listade i Catalogue of Life.